# Ezequiel (nombre)
Ezequiel (en hebreo:יְחֶזְקֵאל, latinizado:Yechezk'El, lit:yahve es mi fortaleza, en referencia al Dios supremo de la religión hebrea) es un nombre teofórico de pila de varón. 
De la Biblia donde se toma su significado, por lo tanto tiene una connotación religiosa y tradicionalista. En la literatura hebrea, Ezequiel es un profeta y el principal autor de su libro homónimo.

## En la Biblia
Ezequiel es el nombre de varios personajes bíblicos del Antiguo Testamento:
- Ezequiel descendiente de Aarón. Su familia vino a formar la clase vigésima de sacerdote. (1 Crónicas 24:16).
- Ezequiel hijo de Buzi; sacerdote y uno de los cuatro grandes profetas. Fue llevado al exilio con el rey Joaquín de Judá el año 597 a C., once años antes de la destrucción de Jerusalén, y se dedicó  a la labor entre los cautivos durante veintidós años. (Ezequiel 24:15-18).

## Variantes en otros idiomas
| Variantes en otras lenguas | Variantes en otras lenguas |
| -------------------------- | -------------------------- |
| Español                    | Ezequiel                   |
| Alemán                     | Ezequiel                   |
| Asturiano                  | Ziquiel                    |
| Catalán                    | Ezequiel                   |
| Checo                      | Ezequiel                   |
| Francés                    | Ezéchiel                   |
| Hebreo                     | Khelitto                   |
| Inglés                     | Ezekiel                    |
| Italiano                   | Ezechiele                  |
| Lituano                    | Ezequiel                   |
| Neerlandés                 | Ezechiël                   |
| Polaco                     | Ezechiel                   |
| Portugués                  | Ezequiel                   |
| Ruso                       | Эсекьель(Esekel)           |
| Ucraniano                  | Езекьель(Ezekel)           |

## Santoral
La celebración del santo de Ezequiel se corresponde con el día el 10 de abril, celebrando el martirio del profeta Ezequiel. Actualmente la Iglesia ha añadido en el canon de los santos a san Ezequiel Moreno y Díaz, obispo, celebrándolo el  día 19 de agosto.

## Personas
- Ezequiel Castaño, actor argentino
- Ezequiel Lavezzi, futbolista argentino

- Datos: Q5853744
- Multimedia: Ezequiel (given name) / Q5853744